# Río Desaguadero
Río Desaguadero är en flod  i Bolivia, på gränsen till Peru. Det är belägen i den centrala delen av landet, 200 km väster om huvudstaden Sucre och mynnar ut i Pooposjön.
Omgivningen kring Río Desaguadero är i huvudsak ett öppet busklandskap och området är mycket glesbefolkat, med 7 invånare per kvadratkilometer.